# آهوی کوویه
آهوی کوویه (نام علمی: Gazella cuvieri) نام یک گونه از سرده آهوها است.